# 28 Geminorum
28 Geminorum är en misstänkt variabel, i stjärnbilden Tvillingarna.
28 Geminorum har visuell magnitud +5,46 och varierar utan fastställd amplitud eller periodicitet. Den befinner sig på ett avstånd av ungefär 475 ljusår.